# パイロットウイングス64
『パイロットウイングス64』は、1996年6月23日に任天堂から発売された、NINTENDO 64用ソフト。開発は、アメリカテキサス州のParadigm Entertainmentが担当。アメリカでは同年9月29日、ヨーロッパでは1997年3月1日に発売された。
本作はNINTENDO64と同時に発売されたローンチソフト3本の内の一つに当たる。

## 概要
本作は『パイロットウイングス』の続編であり、空を飛行してタスク（課題）をクリアするという点で同じである。パイロットとして男女ごとに3名ずつに分かれたキャラクターを選択できる。
地形やキャラクターが3Dになったことで、進行角度の微調整や視点の変更が可能になり、より奥行きが広くなっている。地形との接触が明確になったことで、課題得点に着地衝撃が追加されている。
タスクも多彩になり、従来のリング潜りのほか、バルーン割りや写真撮影、ターゲット破壊等が登場している。
メインゲームでは、ロケットベルト・ハンググライダー・新たに登場したジャイロコプターの3つに搭乗し、機種別の難易度であるビギナークラス・A証クラス・B証クラス・P証クラスの4つのクラスごとに用意されたタスクをクリアしていくことがゲームの目的である。
最初は全機種ビギナークラスのみ選択できる。機種別クラスの各タスクの合計点が該当するクラスに設定された目標点に達することで、達成した機種の次のクラスが選択できるようになる。また各クラス・機種の目標点に応じて、ブロンズバッジ、シルバーバッジ、ゴールドバッジが授与される。
A証クラス以上の各クラスの全機種で好成績を達成すると、エクストラゲームに挑戦することができる。他にも、一定の条件によって鳥人間となって飛行することができるバードマンがある。
タスクに挑戦せずに、より広くなった舞台をじっくり飛行する箱庭的な要素もある。また、各マップには小ネタ的な要素がいくつも存在し、それを探し出すのも本作の醍醐味である。
2022年10月13日より『NINTENDO 64 Nintendo Classics』収録ソフトの一つとして配信が開始された。

## 競技と操作機種の説明
競技に設定された目的をこなし、最終的に着陸地点に着地するまでが競技となる(ロケットベルトは、着地地点が設定されていない競技も存在する)。
各競技は加点形式で評点される。設定されたタスクに関する点と、着地地点への着地精度・着地衝撃、計100点で、競技によって各得点の最大値が異なる(着地地点がない競技は、着地地点に関する評点は設定されない)。
なお、メインゲームのロケットベルト・ハンググライダーとエクストラゲームのスカイダイビングは前作に続いての登場となる。

### メインゲーム
メインとなる3機種の競技は、その機種に合ったタスクが複数設定されているが、3機種ともリング潜りが共通して登場する。
ハンググライダー
空中を滑空して飛行する。自力で推力を発生させられないため、高度を維持・上昇しようとすると速度が下がり、逆に速度を維持・上昇しようとすると高度を下げることになる。この機種の場合、マップの各所に円柱状のサーマル(上昇気流)が点在されており、この中に入ることで速度を維持したまま高度を上昇することが可能。サーマルの高さによって上昇できる高度には限界がある。ちなみにサーマルには上限と下限が存在し、サーマルの上や下を飛行している場合には当然ながら上昇できない。
Aボタンを押すと着地態勢に入る。この状態だと速度が下がるためエアブレーキにもなる。着地の際、速度が速すぎたり、進入角度が深すぎる場合、着地に失敗する。
Zボタンで写真撮影が可能。写真は6枚まで撮影でき、フライト後には撮影した写真の一覧を見ることができる。この写真撮影も、タスクの一部に入る。
ボタンによる推力の調整がいらず、また、その気になればサーマルを利用して飛行し続けることができるため、ゆったりとしたフライトを楽しめる。それを考慮してか、写真撮影ではタスクと無関係な場所にもサーマルが点在している。
なおこの機種でのスタート地点は、空中からのスタートと、高台から助走して滑空するスタートに分かれる。
ロケットベルト
左右に炎を噴射する機械が一基ずつ設置されており、A・Bボタンで噴射の強・弱を変えられる。
Zボタンで急停止し、その場で高度を維持する。但し燃料を多く消費するため、多用はできない。
上昇や前後移動、旋回が直観的な小回りが利く機種で、どこでも自由に着陸できる事が特徴。ちなみに、Rボタンを押すと、水平視点と垂直視点に即座に切り替わる(他の機種は主観視点との切り替え)。
ジャイロコプター
前作のライトプレーン（軽飛行機）の代わりに登場した機種。飛行原理はオートジャイロの項を参照。推力を得るために燃料を消費する。A・Bボタンで加速と減速(ブレーキ)、Zボタンでミサイルを発射する。
燃料の消費量と比較して速度を大きく出すことができるため、マップを一回りするのに向いている。
競技過程は、競技の初めに滑走路から離陸し、競技目的を達成した後に指定された滑走路の中央へ着陸する手順になる。ハンググライダー同様、速度が速すぎると滑走路をオーバーランし、進入角度が深すぎると着地衝撃が発生し減点されるか、そのまま衝撃で吹き飛んで着地失敗になる。なお、速度がゼロになってもオートローテーションによりゆっくりと下降するようになっている。
一応、滑走路以外にも着陸できるようになっているが、滑走中にバランスを崩すと吹き飛び、競技は終了となる。

### エクストラゲーム
メインゲームの各クラスを高得点でクリアすると解放されるゲームで、3種類・3レベルある。A証クラスでキャノンボール、B証クラスでスカイダイビング、P証クラスでジャンブルホッパーが解放される。
キャノンボール
人間大砲になって選択キャラをターゲットに当てるゲーム。左右に往復する発射パワーと斜角を設定できる。
レベルごとに4ターゲットあり、各ターゲット3回まで挑戦可能で、3回のうちの最高得点がそのターゲットでの得点となる。各ターゲットの最高得点は25点で、4ターゲットの合計（最高100点）が最終的なスコアとなる。
なお、ターゲット以外にも、当たれば得点対象になるものが存在する。
スカイダイビング
空中を降下しフォーメーションを組むパートと、着地地点に着陸するパートに分かれている。
前者のパートでは、雲海上で所定の位置に移動し、特定の高度に降下するまでに仲間3人と複数（最大5つ）のフォーメーションを組む。
後者のパートでは、パラシュートで移動しターゲットに降下する。
フォーメーションを組んだ数と着地精度・着地衝撃が評点になる。
ジャンブルホッパー
飛び跳ねる靴をつけてターゲットに移動する競技。
着地時にAボタンを押す時間と、3Dスティックの傾け具合によって跳躍時の飛距離が変わる。また、ボタンの組み合わせによって回転ジャンプする事もできる。
評点は目的地に到着するまでのタイムで評価される。着水しても競技失敗にはならないが、1回ごとに評点が減点される。

### バードマン
自由飛行。クラスごとに高得点を取ると選択できるようになる。マップに存在する「バードスター」という黄色い星に接触した場合も、競技を放棄してバードマンになることができる。
メニューで選択した場合は、飛行する時間帯・天候を、各島につき4種類から選択することができる。
バードスターを取得した場合は、その時点での天候でバードマンが始まる（例えばホリディアイランドを夜にした状態でバードスターを取得すると、夜のホリディアイランドでのバードマンになる）。
Aボタンで水平に羽ばたいて飛行態勢に入り、Bボタンで垂直に羽ばたき着地態勢に入る。水平飛行状態で降下するとウイングスーツのような滑空態勢に入る。Zボタンで写真撮影が可能（但し、バードスターでバードマンになった場合は、写真撮影は出来ない）。

## パイロット
ラーク
体は小さいが、度胸は人一倍ある健康優良児。
キィウィ
元気で明るいおてんばな少女。
グース
自称ニヒルな渡り鳥。
アイビス
沈着冷静だが、負けず嫌いな一面がでて、ときどき失敗することがある模様。
ホーク
気は優しくて力持ちで、筋肉モリモリの男。体が大きいため機敏な動きは苦手。
フータ
セクシーなプロポーションの女性。おっとりした性格で、少々の事では動揺しない。

## プレイする舞台
ホリディアイランド
小さな遊園地や大きな城がある小さなリゾートアイランドで、ハンググライダーを楽しむ人々も見られる。島の中央に小さな湖がある。海岸にはアーチ状になっている岸壁もあり、城が立つ丘の下には洞窟と川がある。メインゲーム全機種のビギナークラスの舞台となる。タスクはリング潜りとバルーン割りのみ。基本的に昼間だが、特殊な行動をとると夜間飛行が可能になる。
エバーフロスト島
名前の通り、雪が積もって海には氷塊も見られる寒冷地の島々だが、淡水は凍っておらず、大きな滝や川が存在する。大きな雪山が反り立っており、誰かが立てたのか、頂に旗がある。石油が採掘されており、大規模な油田がある。本島のそばにはいくつかの小さな島々があり、近くに鯨の群れが泳いでいる。競技によっては吹雪の中で挑戦することになる。タスクには関係無いが、滝を遡って行くと氷の洞窟があり、最深部には…。
クレッセン島
島が三日月の形になっており、湾には小さな孤島が存在する。　湾岸の中央は観光ビーチとなっており、レジャーボートも使われている。湾内部には鯨が一頭泳いでいる。外洋に面した側には原住民（?）の村や、遺跡のような建物と教会がある小さな町も。山中には鍾乳洞の洞窟の通路があり、洞窟内にも川がある。沿岸に近い滝にはいくつかのアーチ状の地形もある。
リトルステイツ
アメリカ合衆国の形をした大きな1つの島であり、単純な面積では最も広大なマップ。テーマとした形の通り、NASAのようなスペースシャトル発射台や、ゴールデンゲートブリッジのような橋、グランドキャニオンのような谷、マリオの顔の彫刻がほられているラシュモア山国立記念公園のような所など（マリオの顔の彫刻に衝突したりミサイルを撃ち込むとワリオの顔の彫刻になる）、アメリカ合衆国の都市と象徴的なものが多数見られる。とあるダム湖にはミッシーと呼ばれるUMAのような生物も生息している。島のどこかにガソリンスタンドがあり、燃料を補給することができる。ヘリコプターも飛行している。風力発電所も存在する。いくつもの都市部があり、都市部に入ると交通の喧騒が聞こえる。広大な島だが、2箇所にワープゾーンがあり、それらを利用すると遊覧飛行が楽になることだろう。